# Larbi Ben Salah Abid
Pour les articles homonymes, voir Abid.
Larbi Ben Salah Abid (arabe : العربي بن صالح عبيد), né le 30 juin 1953 à Korba, est un homme politique tunisien. Il est deuxième vice-président de l'assemblée constituante entre 2011 et 2014.

## Carrière
Il obtient en 1974 son baccalauréat en lettres au lycée Carthage-Présidence. Il est maîtrisé en droit privé en 1981 et obtient le certificat d'aptitude à la profession d'avocat, avant de travailler dans le secteur des assurances. Il devient par la suite avocat.
Il est membre de la Ligue tunisienne des droits de l'homme et du Conseil national pour les libertés en Tunisie depuis leur création. Il est aussi membre de l'Ordre national des avocats de 2001 à 2004.
Il est élu le 23 octobre 2011 à l'assemblée constituante comme représentant du Congrès pour la République (CPR) dans la deuxième circonscription de Tunis. Le 22 novembre, il accède à la deuxième vice-présidence de l'assemblée. Le 9 mai 2012, il fait partie d'un groupe de dissidents qui quittent le CPR baptisé Wafa. Le 13 décembre 2012, il annonce son adhésion à un autre parti, Ettakatol. Avec la création du Hizb el-Harak en décembre 2015, il rejoint ce parti qui regroupe plusieurs de ses anciens camarades du CPR.

## Vie privée
Il est marié et père de trois enfants.